# Lauzin
Der Lauzin ist ein Fluss in Frankreich, der im Département Haute-Saône in der Region Bourgogne-Franche-Comté verläuft. Er entspringt im Gemeindegebiet von Noroy-le-Bourg, entwässert generell  Richtung Südost durch ein dünn besiedeltes Gebiet und mündet nach rund 19 Kilometern im Gemeindegebiet von Moimay als rechter Nebenfluss in einen Seitenarm des Ognon.

## Orte am Fluss
(Reihenfolge in Fließrichtung)
- Liévans
- Montjustin-et-Velotte
- Oppenans
- Moimay